# Håkantorps socken
Håkantorps socken i Västergötland ingick i Gudhems härad, ingår sedan 1974 i Falköpings kommun och motsvarar från 2016 Håkantorps distrikt.
Socknens areal är 7,01 kvadratkilometer varav 6,88 land. År 2000 fanns här 129 invånare. Kyrkbyn Håkantorp med sockenkyrkan Håkantorps kyrka ligger i socknen.

## Administrativ historik
Socknen har medeltida ursprung. 
Vid kommunreformen 1862 övergick socknens ansvar för de kyrkliga frågorna till Håkantorps församling och för de borgerliga frågorna bildades Håkantorps landskommun. Landskommunen uppgick 1952 i Stenstorps landskommun som 1974 uppgick i Falköpings kommun. Församlingen uppgick 2006 i Hornborga församling.
1 januari 2016 inrättades distriktet Håkantorp, med samma omfattning som församlingen hade 1999/2000.  
Socknen har tillhört län, fögderier, tingslag och domsagor enligt vad som beskrivs i artikeln Gudhems härad. De indelta soldaterna tillhörde Västgöta regemente, Gudhems kompani.

## Geografi
Håkantorps socken ligger norr om Falköping kring ån Slafsan. Socknen är en småkuperad odlingsbygd på Falbygden med inslag av skog.

## Fornlämningar
Från järnåldern finns gravar, domarringar, stensättningar, Treuddar och resta stenar. En runsten, Runshall har påträffats.

## Namnet
Namnet skrevs 1287 Haquner thorp och kommer från kyrkbyn. Efterleden är torp, 'nybygge'. Förleden innehåller mansnamnet Håkon.